# Kallinge
Kallinge (PRONÚNCIA APROXIMADA cá-linhe) é uma localidade da Suécia, situada na província histórica da Blekinge. Está localizada a 4 km a norte da cidade de Ronneby. Tem cerca de  4 664 habitantes, e pertence à Comuna de Ronneby. Está colocado nesta localidade o Esquadrão de Blekinge (Blekinge flygflottilj), partilhando a sua pista com o Aeroporto de Ronneby (Ronneby Airport).